# Achaearanea diversipes
Achaearanea diversipes är en spindelart som först beskrevs av William Joseph Rainbow 1920.  Achaearanea diversipes ingår i släktet Achaearanea och familjen klotspindlar. Inga underarter finns listade i Catalogue of Life.